# Göller (szczyt)
Göller – szczyt w Mürzsteger Alpen, części Północnych Alp Wapiennych. Leży w Austrii, w kraju związkowym Dolna Austria.